# Захват Чернобыльской АЭС
Захват Чернобыльской АЭС — один из первых эпизодов российского вторжения на Украину. 24 февраля 2022 года российские войска вторглись с территории Белоруссии на Украину через зону отчуждения Чернобыльской АЭС и к концу суток без боёв захватили Чернобыльскую АЭС и взяли под контроль территорию городов Припяти и Чернобыля.
Захват станции стал попутной целью при движении основной массы войск в направлении Киева. На станции были блокированы несколько сотен сотрудников и взятых в плен нацгвардейцев. Россия удерживала контроль над ЧАЭС с 24 февраля по 31 марта. Военные покинули территорию станции, когда российское военное и политическое руководство из-за неудач на Киевском направлении решило сменить стратегию и перебросить войска в Донбасс.
Российские военные нарушили штатную работу специалистов ЧАЭС, уничтожили транспортную инфраструктуру, а также разграбили ряд предприятий атомной промышленности в Чернобыле и Славутиче, похитив компьютеры, специализированное оборудование и радиоактивные изотопы. На начало июня 2022 года государственное агентство Украины по управлению зоной отчуждения оценивает нанесённый ущерб в сумму 135 млн долларов.
За время оккупации зафиксировано повышение радиационного фона в зоне отчуждения из-за передвижения тяжелой техники. ЧАЭС и укрытие над 4-м энергоблоком не получили повреждений. По многочисленным свидетельствам, российские военные игнорировали технику безопасности, многие из них получили высокие дозы облучения во время передвижения и пребывания в зоне отчуждения.

## Предыстория
В ходе ликвидации последствий аварии на Чернобыльской АЭС была создана Чернобыльская зона отчуждения радиусом 30 километров. После распада СССР ЧАЭС и прилегающая территория управлялась Государственной службой Украины по чрезвычайным ситуациям.
ЧАЭС расположена вблизи города Припяти, в 18 км от города Чернобыля, всего в 16 км от границы с Белоруссией и в 110 км от Киева. Дорога через чернобыльскую зону отчуждения является кратчайшим путём с территории Белоруссии к столице Украины.
Чернобыльская АЭС не представляет стратегической ценности. В отличие от захваченной 4 марта крупнейшей в Европе Запорожской АЭС, Чернобыльская станция уже не производит электроэнергию. Ещё в 2000 году были остановлены все три реактора, и ЧАЭС была полностью выведена из эксплуатации. С тех пор на станции ведётся мониторинг радиационной безопасности, а также работы по деактивации отработанного ядерного топлива с ЧАЭС и оставшихся четырёх действующих АЭС Украины.
Космические снимки фиксировали, что в ходе подготовки к вторжению с 10 февраля российские войска начали концентрироваться на территории Полесского государственного радиационно-экологического заповедника, а к 16 февраля военными был построен понтонный мост через реку Припять всего в 6 км от границы. Министерство обороны Белоруссии объясняло эти работы совместными с Россией учениями «Союзная решимость — 2022». Наведённый понтонный мост сокращал путь к границе от деревни Ямполь в Гомельской области, где накапливались российские войска до вторжения, с 167 км до 96 км.

## Ход событий

### Захват станции
Государственная пограничная служба Украины сообщила, что утром 24 февраля войска России с применением тяжёлой техники, артиллерии и стрелкового оружия атаковали государственную границу, в том числе с территории Белоруссии.
Во второй половине дня украинские власти объявили, что одной из целей российского наступления стал захват Чернобыльской зоны отчуждения. К концу дня российские войска заняли Припять и Чернобыль.
В 4:58 утра 24 февраля начальнику смены станции Валентину Гейко позвонили из соседнего города Припяти и сообщили о перестрелке между украинскими пограничниками и российскими военными в зоне отчуждения. Гейко созвонился с гендиректором предприятия, и они вдвоём приняли решение, что ночная смена продолжит работу, тем более что дневная смена уже не могла добраться до станции. В 8:05 Гейко объявил о введении на станции режима аварийной готовности, предусмотренного на случай ядерной катастрофы или радиационной аварии.

### Под контролем российских войск
В районе 16 часов к ЧАЭС подъехали ещё пять грузовиков с российскими военными. Они объявили, что берут станцию под контроль, и, пользуясь численным перевесом, разоружили нацгвардейцев, охранявших объект (за неделю до вторжения число военных в Чернобыле удвоили — до 170 с лишним), и заперли их в подвале станции. Российские солдаты заняли второй этаж, где располагается столовая, к персоналу приставили вооружённую охрану, со здания сняли украинский флаг. Гейко подобрал его и спрятал в своём кабинете.
После захвата станции украинская сторона уведомила Международное агентство по атомной энергии (МАГАТЭ), что «на промышленной площадке не было ни жертв, ни разрушений». Генеральный директор МАГАТЭ Рафаэль Гросси в выпущенном в тот же день заявлении подчеркнул, что на Генеральной конференции МАГАТЭ, которая является ежегодным совещанием всех государств — членов организации, в 2009 году было принято решение, что «любое вооружённое нападение или угроза нападения на ядерные установки, используемые в мирных целях, представляют собой нарушение принципов Устава Организации Объединённых Наций, международного права и Устава агентства». Через два дня после захвата на ЧАЭС приехали группы специалистов из «Росатома».
С момента захвата на станции были блокированы 210 человек, из них — 103 сотрудника станции и 4 сталкера, оказавшихся в тот день в зоне отчуждения. Они остались без доступа к свежим продуктам, воде, лекарствам и средствам личной гигиены. Сотрудники ради экономии ограничили приём пищи одним разом в день; в основном рацион составляла каша с хлебом. Они вынужденно разделились на группы и сменяли друг друга на постах в непрерывной смене, прерываясь на сон на импровизированных спальных местах. Плановая работа с ядерными материалами на станции была приостановлена, поддерживалась только ядерная безопасность станции. Российские военные ограничили сотрудников станции в ночных передвижениях. В зоне объекта «Укрытие» сотрудников сопровождали вооруженные конвоиры, за периметром станции, по внешним объектам, передвижения были крайне ограничены и разрешены только на машине. На территории и вокруг АЭС находились 400—500 российских солдат: пехота, в основном из Бурятии, омоновцы и росгвардейцы.
Я глубоко обеспокоен в связи со сложной и напряженной ситуацией, в которой оказался персонал на Чернобыльской АЭС, а также в связи с возникающими из-за этого потенциальными рисками в плане ядерной безопасности. Я призываю силы, под контролем которых фактически находится площадка станции, в срочном порядке обеспечить условия для безопасной ротации персонал
МАГАТЭ подчёркивало необходимость предоставления сотрудникам возможности отдыха для безопасного выполнения своих обязанностей. 9 марта украинские власти попросили МАГАТЭ помочь с ротацией персонала станции. Тогда же агентство сообщило, что больше не получает данные от системы мониторинга безопасности Чернобыльской АЭС. Рафаэль Гросси выразил готовность посетить станцию, чтобы получить гарантии по обеспечению безопасности всех ядерных объектов Украины от сторон конфликта. Из-за действий России на ЧАЭС и Запорожской АЭС, также захваченной российской стороной 4 марта, в МАГАТЭ создали круглосуточный кризисный центр для мониторинга ситуации на АЭС Украины.
Российская сторона планировала использовать захват в пропагандистских целях. 7 марта съёмочная группа телеканала «Известия» приехала на станцию, чтобы снять доставку российскими военными продовольствия для сотрудников ЧАЭС. Руководство станции призвало не участвовать в провокации, после чего военные надели найденные комбинезоны французского консорциума Novarka, который работал на ЧАЭС до 2018 года, и сыграли сотрудников станции. Те же «Известия» со ссылкой на российские силовые ведомства говорили, что якобы в зоне отчуждения Чернобыльской АЭС велись работы над «грязной» бомбой и повышенный радиационный фон территории служил маскировкой.
После 24 февраля постепенно вышли из строя все три линии электропередач, по которым станция получала энергию, необходимую для работы персонала, а также поддержания систем безопасности на ХОЯТ-1 (хранилище отработавшего ядерного топлива «мокрого типа»), ХОЯТ-2 и объекте «Укрытие» над 4-м энергоблоком. 9 марта компания «Укрэнерго» и Государственная инспекция по ядерному регулированию Украины предупредили, что из-за повреждения ЛЭП 750 кВ ЧАЭС — ПС «Киевская», питающей ЧАЭС, станция перешла на резервное питание «систем, важных для безопасности». Станция полностью обесточилась в 11:22, к 11:35 запустились аварийные дизель-генераторы. МАГАТЭ заявило, что объём охлаждающей воды достаточен для эффективного отвода тепла от резервуаров с отработанным ядерным топливом, и критических нарушений безопасности не выявлено. Глава «Энергоатома» Украины Пётр Котин оценивал, что запаса топлива может хватить на срок до 10 дней, а без работы охлаждающих насосов на ХОЯТ-1 вода может нагреться до критических значений и выхода радиоактивных веществ примерно за 7 дней. 10 марта российская сторона заявила, что обеспечила подачу электроэнергии на ЧАЭС со стороны Белоруссии, а также согласилась пропустить украинскую ремонтную бригаду к повреждённой линии электропередач. 13 марта украинские энергетики смогли восстановить электроснабжение со своей стороны, но в тот же день российские войска вновь повредили линию. 14 марта российская сторона поставила руководству станции ультиматум, потребовав запитаться либо от Украинской объединённой энергосистемы, либо от Белоруссии. Начальник станции в условиях неопределённости с поставками с территории Украины принял решение запитать станцию от «Белэнерго».
Сотрудники станции вытребовали у военных разрешение запитать от ЧАЭС 25-тысячный Славутич, в котором жило большинство сотрудников станции и который также с 9 марта оставался без электроснабжения. Построенный после аварии на ЧАЭС специально для энергетиков город Славутич стоит в стороне от маршрута на Киев и Чернигов, поэтому российские войска подошли к нему ровно через месяц после начала вторжения. Вечером 24 марта военные атаковали блокпост на въезде в город и предприняли попытки захватить город. К 26 марта российские войска захватили больницу в Славутиче, а также похитили, но позже отпустили мэра города. Взяв под контроль всю территорию, военные столкнулись с многочисленным митингом на главной площади, который попробовали разогнать, стреляя в воздух и применяя светошумовые гранаты.
20 марта руководство ЧАЭС с местной администрацией, с одобрения областной военной и гражданской администраций, смогли договориться с российскими военными и произвести частичную ротацию сотрудников. По данным компании-оператора «Энергоатом», объект покинули 64 человека, среди которых — 50 человек сменного персонала ЧАЭС, девять военнослужащих Нацгвардии Украины, один служащий Государственной службы Украины по чрезвычайным ситуациям, а также четыре так называемых сталкера, которые незаконно проникли за периметр зоны отчуждения вокруг АЭС. Уточняется, что на станцию прибыла смена из 46 сотрудников-добровольцев.

### Отступление российских войск
29 марта замминистра обороны РФ Александр Фомин заявил, что российская армия «кардинально сократит» военную активность на киевском и черниговском направлениях. 30 марта Минобороны назвало отвод войск с севера Украины «плановой перегруппировкой войск» ради «активизация действий на приоритетных направлениях», имея в виду бои в Донбассе.
В тот же день, 30 марта, военные начали покидать Чернобыльскую АЭС в направлении Белоруссии. Утром 31 марта российские военные уведомили персонал украинского «Энергоатома», что они уезжают с ЧАЭС. Тогда же российские военные и представители «Росатома» заставили сотрудников ЧАЭС подписать документ об отсутствии претензий к российской стороне — так называемый «Акт приёма и передачи охраны Чернобыльской атомной электростанции». Отступающие российские войска увезли с собой 169 пленных сотрудников Национальной гвардии МВД Украины, ранее обеспечивавших охрану станции. К концу апреля нацгвардцейцы оставались в плену.
Второго апреля под украинский контроль вернулся город Славутич. Отступая из ЧАЭС, российские войска взорвали мост в зоне отчуждения и установили густой лабиринт противопехотных мин, растяжек и мин-ловушек вокруг недействующей станции.

### Нормализация работы станции
7 июня гендиректор МАГАТЭ Рафаэль Гросси сообщил, что удалось восстановить работу сети детекторов радиации вокруг ЧАЭС (до вторжения российских войск данные передавали 39 устройств). По его словам, уровень радиации соответствует довоенному.

## Последствия
В результате захвата ЧАЭС никто из сотрудников станции и гражданских серьёзно не пострадал — о погибших или раненых нет информации. Серьёзно пострадала материально-техническая база станции и ряда атомных предприятий, а также ухудшилась транспортная доступность, что заставило перейти на вахтовый метод работы. Выбросов радионуклидов на территории ЧАЭС не было. Однако достоверно неизвестно, сколько российских военных получили дозу облучения во время пребывания в зоне отчуждения.

### Кража и уничтожение оборудования
23 марта Государственное агентство Украины по управлению зоной отчуждения сообщило, что российские военные «разграбили и уничтожили» Центральную аналитическую лабораторию «Экоцентра» стоимостью в шесть миллионов евро, расположенную в Чернобыле. В том числе было уничтожено или похищено оборудование, хранившее уникальную базу данных по радиологии и дозиметрии, собранную с момента Чернобыльской аварии.
Пострадал и Институт проблем безопасности атомных электростанций, также расположенный в Чернобыле. Из него пропали радиоактивные изотопы, которые использовались для калибровки приборов. Также, по словам главы института Анатолия Носовского, исчезли образцы радиоактивных отходов, в том числе и оставшиеся после расплавления реакторного содержимого четвёртого энергоблока Чернобыльской АЭС.
В Славутиче из «Атомремонтсервиса», организации, занятой в ремонте на АЭС, пропало как минимум пять контейнеров со специальным оборудованием. Независимый эксперт в области ядерной энергетики Ольга Кошарная, в прошлом — член Коллегии Государственной инспекции ядерного регулирования Украины, предполагает, что главным интересом российских военных могло быть уникальное оборудование, которого нет в России и странах бывшего соцлагеря. Среди такого назывался специальный стенд американской компании Westinghouse Electric для контроля геометрии исполнения демонтажа повреждённых тепловыделяющих элементов (ТВЭЛов) и кассет ядерного топлива этого производителя.
В конце мая генпрокурор Украины Ирина Венедиктова сообщила об открытии уголовного дела против генерал-майора Росгвардии Олега Якушева, который, по данным украинской стороны, отдал приказ похитить с ЧАЭС «более 2000 единиц имущества», включая «станки, оборудование, инструменты, офисную технику, мебель и одежду». Конкретно по этому уголовному делу стоимость похищенного следствие оценило в 26 миллионов гривен (около 880 тысяч долларов).
2 июня 2022 Washington Post сообщило со ссылкой на украинских специалистов, что российские военные нанесли ЧАЭС ущерб на сумму в 135 миллионов долларов. Глава Государственного агентства Украины по управлению зоной отчуждения Евгений Крамаренко в интервью изданию рассказал, что за время оккупации и при отступлении российские войска украли или уничтожили 698 компьютеров, 344 машины, 1500 дозиметров, а также почти всё противопожарное оборудование для борьбы с лесными пожарами в зоне отчуждения. Часть украденного оборудования была оснащена GPS-датчиками, которые сигнализировали, что приборы находятся на территории Белоруссии.
В начале июля глава Государственного агентства по управлению зоной отчуждения Евгений Крамаренко сообщил, что в ходе инвентаризации убытки из-за повреждения, кражи или уничтожения техники, зданий, оборудования, автомобилей были оценены в 1,2 млрд гривен (~31,75 млн долларов). Ущерб, связанный с восстановлением этих материальных ценностей, составляет около 3,12 млрд гривен (~82,54 млн долларов). Кроме того, ещё оценивается ущерб, нанесённый экологии.

### Радиационное загрязнение
24 февраля Государственная инспекция ядерного регулирования Украины зафиксировала 20-кратное увеличение уровня гамма-излучения: показания местных станций мониторинга увеличились с 3 до 65 микрозиверт в час. Это было вызвано тем, что тяжёлая военная техника, проходившая по зоне отчуждения и мимо Рыжего леса, подняла в воздух загрязнённую радионуклидами пыль. С 25 февраля сеть датчиков по неизвестным причинам перестала работать. Ни государственное агентство Украины по управлению зоной отчуждения, ни МАГАТЭ после 27 февраля не получали данных с систем мониторинга. Однако последние записи фиксировали, что поглощённая доза превышала обычные показатели в 7 раз.
Известно, что российские военные не соблюдали мер безопасности на территории ЧАЭС и игнорировали указания сотрудников станции. Не имели влияния на военное руководство и направленные на станцию сотрудники «Росатома». Военные свободно ходили в своей форме и обуви как по территории ЧАЭС, так и непосредственно в зоне отчуждения. Они не использовали средств индивидуальной защиты и не имели при себе дозиметров. Кроме военных частей, проследовавших транзитом через зону отчуждения, некоторые части остались в лесной зоне на месяц и даже рыли окопы, вскрывая тем самым наиболее заражённые радионуклидами слои почвы. Неизвестно, какое число военных подверглось дополнительным дозам излучения: как в результате внешнего облучения во время пребывания рядом с источниками излучения, так и в результате облучения при попадании радионуклидов внутрь при приёме пищи и дыхании. Эффекты облучения могут проявиться через годы. В интервью New York Times Валерий Семёнов, начальник службы безопасности АЭС, вспоминал, что один из российских солдат из подразделения химической, биологической и ядерной защиты голыми руками подобрал источник кобальта-60 на одном из складов отходов, подвергнув себя критическому воздействию радиации за несколько секунд. О дальнейшей судьбе солдата неизвестно. Также неизвестно, как далеко и какой объём радиоактивных элементов разнесла техника российских военных: сперва по территории Украины, а после при отступлении — по территории Белоруссии и России.

### Разрушение дороги на Славутич и переход на вахтовый метод
До российского вторжения сотрудники ЧАЭС добирались на работу на электричке из Славутича, дорога занимала около 45 минут. Железнодорожные пути и мост через Припять были взорваны ещё 24 февраля. После отхода российских войск персонал станции вынужден огибать территорию союзнической для России Белоруссии (15 км линии Чернигов — Овруч проходят по территории Брагинского района Белоруссии) и добираться до ЧАЭС через Киев, что занимает около 8 часов. По этой причине сотрудникам пришлось переходить на вахтовый метод работы и жить на неприспособленной для этого станции, подвергая себя большему радиационному риску.
По состоянию на начало июля 2022 с территории ЧАЭС дорога ведёт через единственный понтонный мост. Ввиду опасности повторного вторжения с территории Белоруссии, по просьбе ВСУ количество сотрудников на станции сокращено до минимума. Пожарные службы располагают частью уцелевшей техники, но значительные территории остаются заминированными, так что активные лесные пожары в Зоне отчуждения невозможно тушить.